# عبور از چراغ قرمز
عبور از چراغ قرمز (انگلیسی: Signal passed at danger؛ که با نام مخفف اسپاد انگلیسی: SPAD نیز شناخته می‌شود): ۷۵  رویدادی در ترابری ریلی است که در آن یک قطار بدون مجوز از علامت مبنی بر ایست کامل عبور می‌کند. طبق دستورالعمل 2014/88/EU، اسپاد به‌عنوان هر موقعیتی تعریف می‌شود که در آن عبور هر بخشی از قطار فراتر از میزان حرکت مجاز خود انجام شود. حرکت غیرمجاز به معنای عبور کردن است از:
- سیگنال یا سمافور رنگی کنار ریل در مواقع خطر، یا دستور توقف در جایی که سامانه حفاظت قطار (TPS) عملیاتی نیست،
- پایان مجوز جابجایی مرتبط با ایمنی که در TPS ارائه شده است،
- نقطه‌ای که با مجوز شفاهی یا کتبی مندرج در آیین‌نامه ابلاغ شده است،
- تابلوهای توقف (شامل توقف‌های حائل نمی‌شود) یا علائم دستی.